# До зірок: Коста-Рика в НАСА
«До зірок: Коста-Рика в НАСА» (ісп. Hacia las estrellas: Costa Rica en la NASA) — книга канадського письменника Брюса Джеймса Каллоу та костариканської письменниці Ани Луїзи Монге-Наранхо, видана Editorial Tecnológica de Costa Rica в 2018 році. Книга розповідає про життя костариканців, які до моменту публікації книги працювали в НАСА.

## Вміст
Історії, задокументовані в книзі, поділяють спільні теми, включно з перемогами над труднощами та наполегливістю людей, які стикались з нездоланними, на перший погляд, перешкодами. Книга викладена у форматі інтерв'ю. Вона розкриває різноманіття робіт, які костариканці виконують у НАСА. Громадськість, зокрема освітяни, позитивно сприйняли книгу — як у Коста-Ріці, так і в інших країнах.

## Популяризація
Після того, як книга була опублікована в серпні 2018 року, автори розпочали постійну інформаційну програму з поширення її змісту. Станом на березень 2020 року було проведено понад 60 семінарів і вебконференцій, включно з презентацією на Освітній конференції космічних дослідників (SEEC2020) у Х'юстоні, Техас, за участю Сандри Кауфман, виконувачки обов'язків директора Відділу наук про Землю НАСА. Пріоритетом авторів було охоплення малозабезпечених груп населення, зокрема, вони проводили семінари в дитячих будинках і в центрі для неповнолітніх матерів. Коста-риканці в НАСА, зокрема інженери Андрес Мора й Альфредо Вальверде та океанограф Хоакін Чавес, кілька разів брали участь в таких онлайн-семінарах.